# Willians Santana
Willians Santana (Aracaju, 22 mei 1988) is een Braziliaans voetballer.

## Carrière
Willians begon zijn carrière in 2006 bij EC Vitória en speelde tussen 2009 en 2010 voor SE Palmeiras. Hij tekende in 2010 bij Fluminense FC. Met deze club werd hij in 2010 kampioen van de Campeonato Brasileiro Série A. Hij tekende in 2011 bij Sport Club do Recife. Hierna kwam hij uit voor América FC (Minas Gerais) en EC Bahia.